# Velké obležení Malty
Velké obléhání Malty představuje jedno z klíčových střetnutí mezi osmanskou říší a křesťanskou Evropou. Začalo 18. května 1565 příjezdem osmanských invazních sil vedených Mustafou Pašou. Pod vedením velmistra La Valette asi 550 řádových rytířů doplněných 6 000 žoldnéři a spojenci řádu a několika sty Malťanů vzdorovalo mnohonásobně početnější osmanské armádě až do září, kdy se na ostrově vylodila vyprošťovací vojska shromážděná sicilským místokrálem a tureckou armádu drtivě porazila.
Jedna z nejznámějších bitev 16. století znemožnila Turkům další expanzi do křesťanské části západního Středomoří a značně podryla pověst osmanské vojenské moci. Rytíři řádu po bitvě vybudovali na Maltě nová opevnění a nové hlavní město, La Valettu. Maltské souostroví drželi ještě dalších 233 let.

## Pozadí

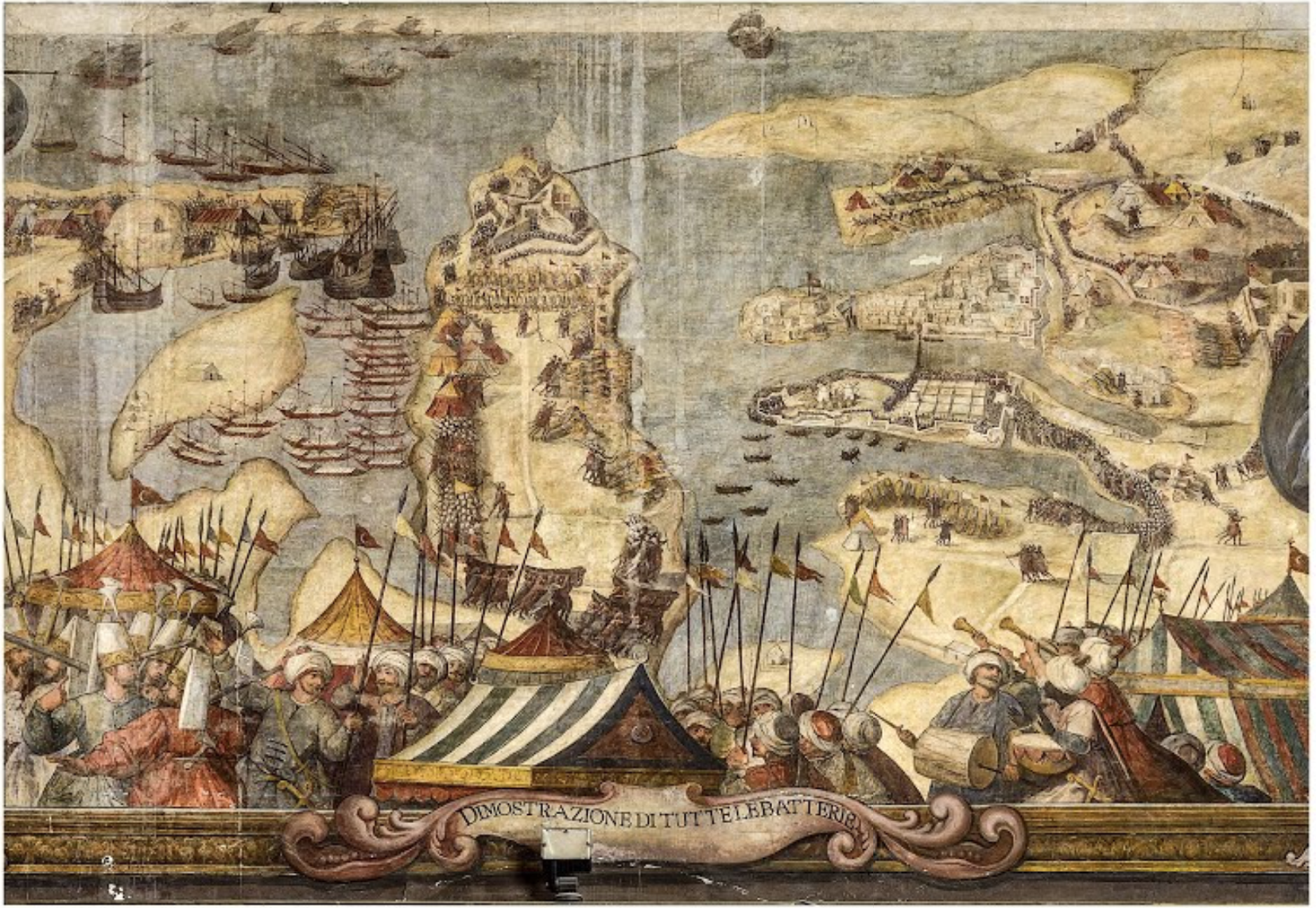
Obléhání Malty v paláci velmistrů v La Valettě

Po vyhnání řádu z Rhodu roku 1522 se rytíři řádu usídlili na Maltě, která jim byla věnována jako léno výměnou za jednoho sokola posílaného ročně sicilskému místokráli a slavnostní mše, která se měla sloužit na svátek Všech svatých, a začínají zde budovat opevnění, částečně za finanční pomoci římsko-německého císaře Karla V. Smyslem nebylo jen vybudovat nový styčný bod pro řád, ale i chránit západní Středomoří před sílícími výpady osmanské říše a jejích vazalů na severním africkém pobřeží a s nimi spojených pirátů.
Přibližně po roce 1540 byla turecká a arabská vojska stále aktivnější i v západní části Středozemního moře: Chajruddín Barbarossa, vládnoucí v Alžíru, přepadl roku 1542 katalánské pobřeží, 1543 dobyl Nizzu, 1544 přepadl italské pobřeží; 1551 dobyli Osmané Tripolis.
Pod dojmem těchto přepadů urychlují rytíři budování opevnění maltského souostroví, které pro tyto účely poskytovalo navíc i výbornou strategickou polohu. Značnou roli zde hraje roku 1558 zvolený velmistr řádu Jean Parisot de La Valette, který se zasazuje zejména o urychlenou stavbu opevnění v přístavu: mimo pevnost St. Elmo se jednalo o opevnění městeček Senglea a Birgu, vjezd do přístavu byl chráněn i napříč natáhnutým řetězem, částečně i několika palisádami, které měly zamezit vylodění bojovníků.

## Obležení a bitva

### Síly a plány stran

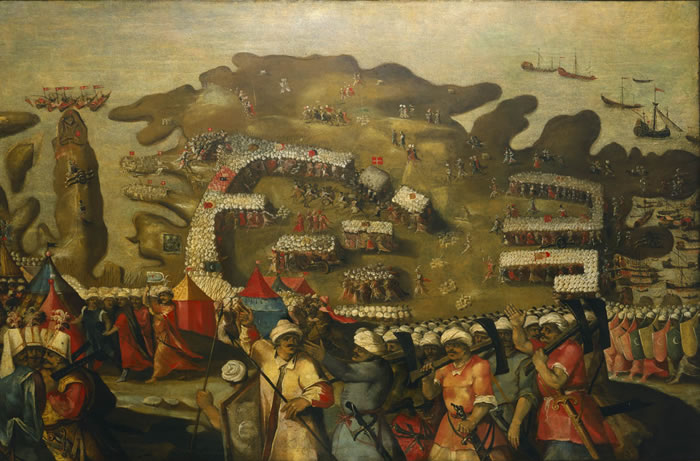
Připlutí osmanské flotily, Matteo Pérez de Alesio

Přestože maltézští rytíři napjali všechny síly a finanční prostředky, aby zmodernizovali a posílili zastaralé a zchátralé opevnění na ostrově, jeho stav daleko zaostával za ideálem. I stav posádky byl daleko nižší, než by si situace žádala, obrana pozůstávala pouze z asi 550 rytířů (včetně několika rytířů z českých zemí) a 8500 žoldnéřů, spojenců a služebníků řádu a maltských bojovníků, kterým velel velmistr řádu, zkušený sedmdesátiletý válečník Jean Parisot de La Valette.
Velmistrův plán byl jednoduchý – udržet se, dokud nepřijde pomoc ze Španělska, kterou měl v případě potřeby zorganizovat sicilský místokrál García de Toledo. Většina sil řádu se shromáždila v oblasti Velkého přístavu, v pevnosti St. Elmo a městech Senglea a Birgu, menší odřad včetně veškeré jízdy byl poslán do Mdiny. Velmistr byl rozhodnut držet nejprve St. Elmo a později Birgu a Sengleu co nejdéle, kteréhožto plánu se pevně držel i tehdy, kdy o něm válečná rada řádu pochybovala a navrhovala zahuštění obrany stažením se z některých ohrožených pozic.
Pod velením vezíra Mustafy se před pobřežím Malty shromáždily invazní síly čítající asi 140 galér a 30 000 mužů. Byly dokonale vybaveny, mimo jiné i četnými těžkými obléhacími děly schopnými rozbít opevnění na ostrově. Velkou nevýhodou turecké strany byly už od samého počátku nevyjasněné poměry mezi nejvyššími veliteli. Mustafa Paša sice byl formálně určen vrchním velitelem, ale zároveň mu bylo sultánem řečeno, aby naslouchal radám svého zkušenějšího velitele loďstva, admirála Pialiho Paši, který si to vyložil tak, že je spoluvelitelem akce, a už od počátku jevil pramálo ochoty svého vrchního velitele poslouchat. A aby to nebylo málo, byl oběma mužům přidělen jako mentor slavný Turgut Reis, jehož věhlas, zkušenosti i schopnosti oba výše postavené velitele zastiňovaly.
Mustafa Paša po příjezdu dospěl k závěru, že by bylo nejlepší se nejdříve vyhnout největším pevnostem a jako první obsadit menší ostrov Gozo a město Mdinu, kde byla opevnění tak slabá a zastaralá, že se proti většímu útoku nedala hájit. Proti tomu se postavil Piali Paša, který trval na tom, aby byl dodržen plán schválený sultánem a jako první byla dobyta pevnost pevnost St. Elmo, čímž by se jeho lodím otevřela cesta do Velkého přístavu, kde by byly chráněny před špatným počasím. Mustafa Paša nakonec souhlasil, zejména když část důstojníků poukázala na slabost pevnosti St. Elmo. Jelikož pevnost byla špatně postavena a vůči dělostřeleckému ostřelování velmi zranitelná, měl být její pád poměrně rychlý, osmanští velitelé jí zpočátku dávali nejvýše pět dní.

### Bitva o St. Elmo

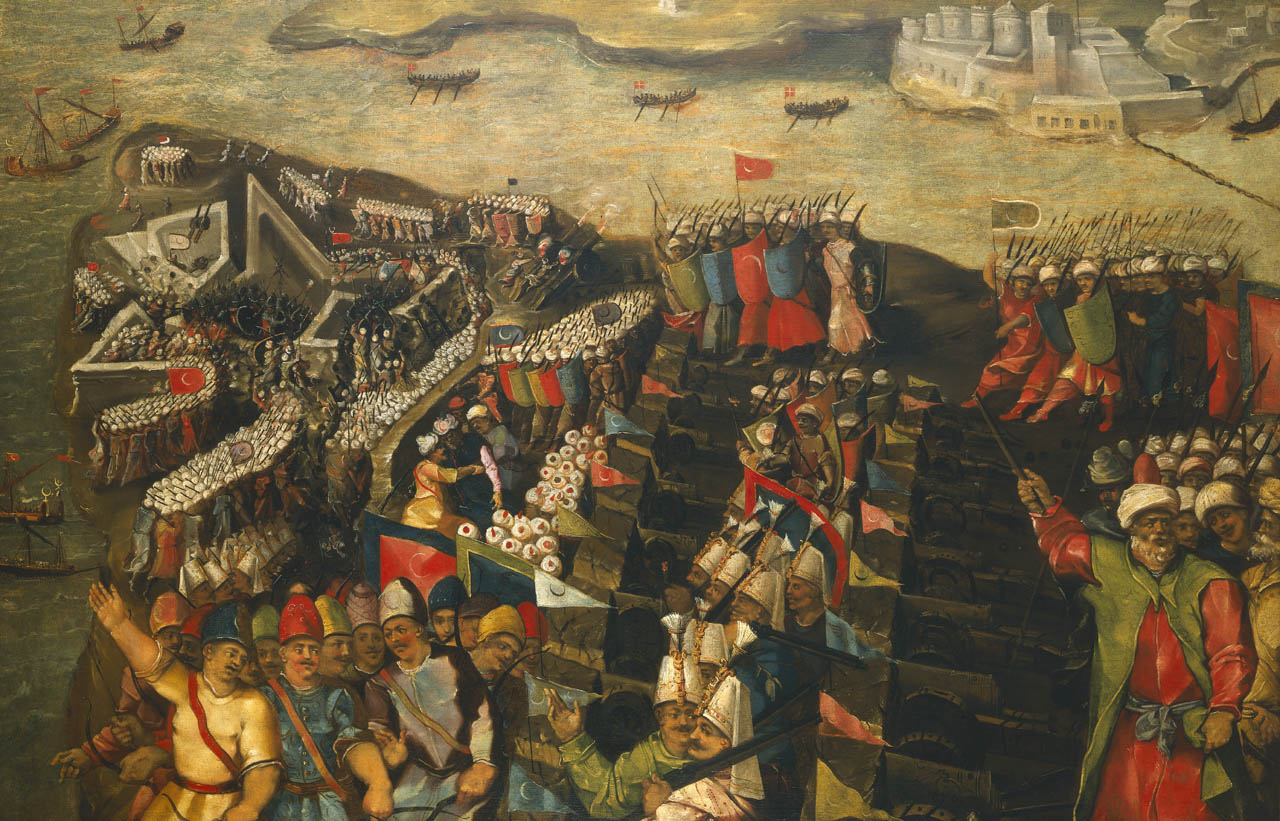
Obsazení pevnosti St. Elmo Turky, Matteo Pérez

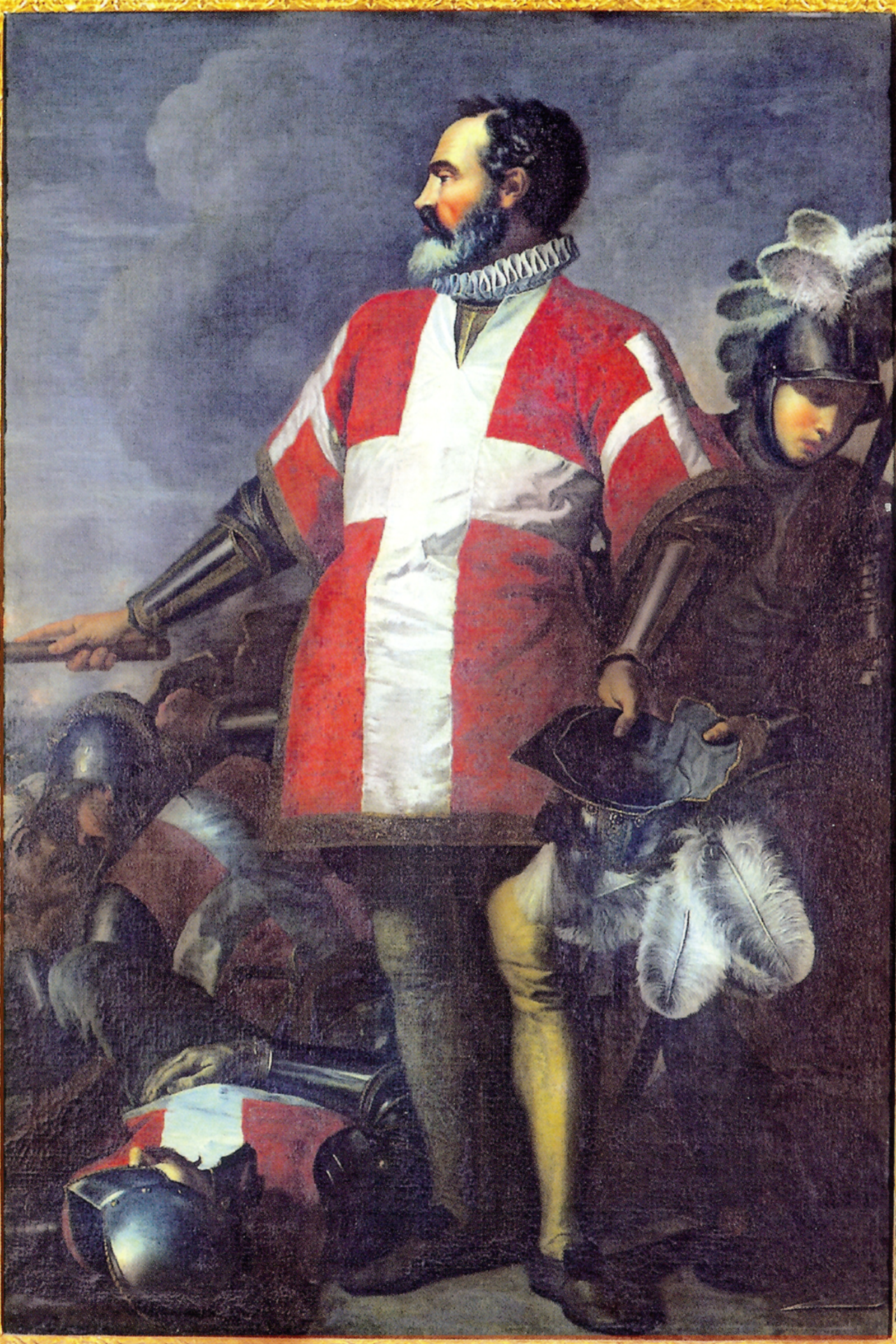
Jean de Valette

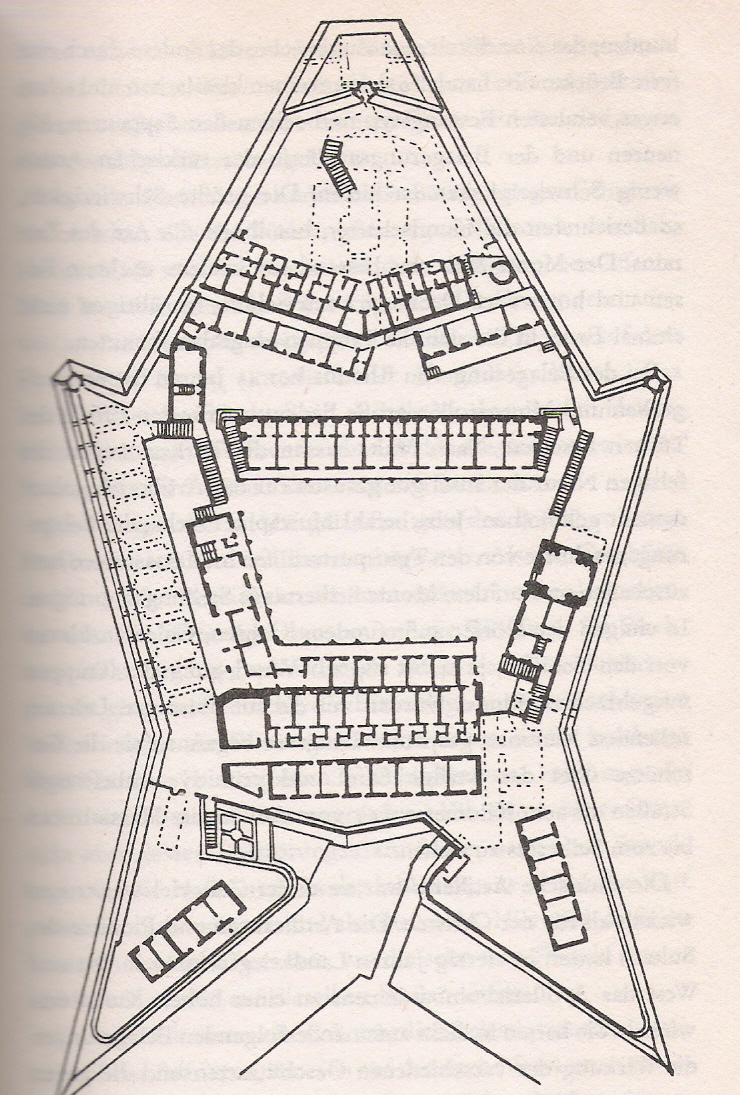
Půdorys pevnosti - ještě bez ravelinu, přidaného krátce před obléháním, ale již s kavalírem, který byl přistavěn v roce 1554.

Útok osmanského vojska se tedy zprvu soustředil na pevnost St. Elmo, chránící vstup do Velkého přístavu, která byla od 25. května vystavena silné dělostřelbě jak flotily, tak i z baterií, umístěných na okolních kopcích. Původní odhady slibující její rychlé dobytí se ovšem rychle ukázaly být příliš optimistické, jednak kvůli mimořádně odhodlané a schopné posádce, jednak kvůli omezeným schopnostem Mustafy Paši, který postrádal zkušenosti s dobýváním moderních pevností. Své baterie rozmístil zbytečně daleko, čímž oslabil jejich údernou sílu a zpomalil destrukci hradeb. Snad ještě závažnější bylo, že se nedokázal vypořádat se zásobováním pevnosti přes záliv. Tyto nedostatky byly postupně odstraněny až po příjezdu jeho zkušenějšího mentora, Turguta Reise.
3. června hladce padl ravelin, jehož obránci se nechali zaskočit ve spánku. Turci na něm následně vybudovali další dělostřelecké postavení – od toho okamžiku se St. Elmo nacházela ve stavu těsně před pádem. Část válečné rady řádu proto navrhla její opuštění či alespoň ukončení doplňování její posádky. Velmistr de La Valette však měl v té době dost důvodů věřit, že pomoc ze Španělska přijde brzy (původně mu ji sicilský místokrál García de Toledo slíbil poslat kolem 22. června) a bude realizována jen tehdy, pokud se pevnost do jejího příjezdu udrží, proto nařídil její obranu do posledního okamžiku a podporoval její obránce posilami a zásobováním až do 19. června, kdy to Turci zcela znemožnili.
| „                    | Obléhaní nešťastníci se nalézají ve strašném stavu, neboť vůbec nemohou opustit svá místa, spí tam a jedí a vykonávají všechny lidské potřeby, neustále ozbrojeni a v pohotovosti (...), nabízejí takový pohled, že se stěží navzájem poznávají. Pokládají za nečestné vzdálit se z míst bojů, pokud přitom neutržili opravdu nebezpečné a téměř smrtelné rány. | “ |
| — Goncales de Medran | |   |

| „                    | Přísahali jsme poslušnost, když jsme do řádu vstupovali. Složili jsme rytířský slib položit život za víru, kde a kdy nás tato výzva dostihne. Naši bratři v San Elmu musí nyní tuto oběť přinést. | “ |
| — Jean de La Valette | |   |

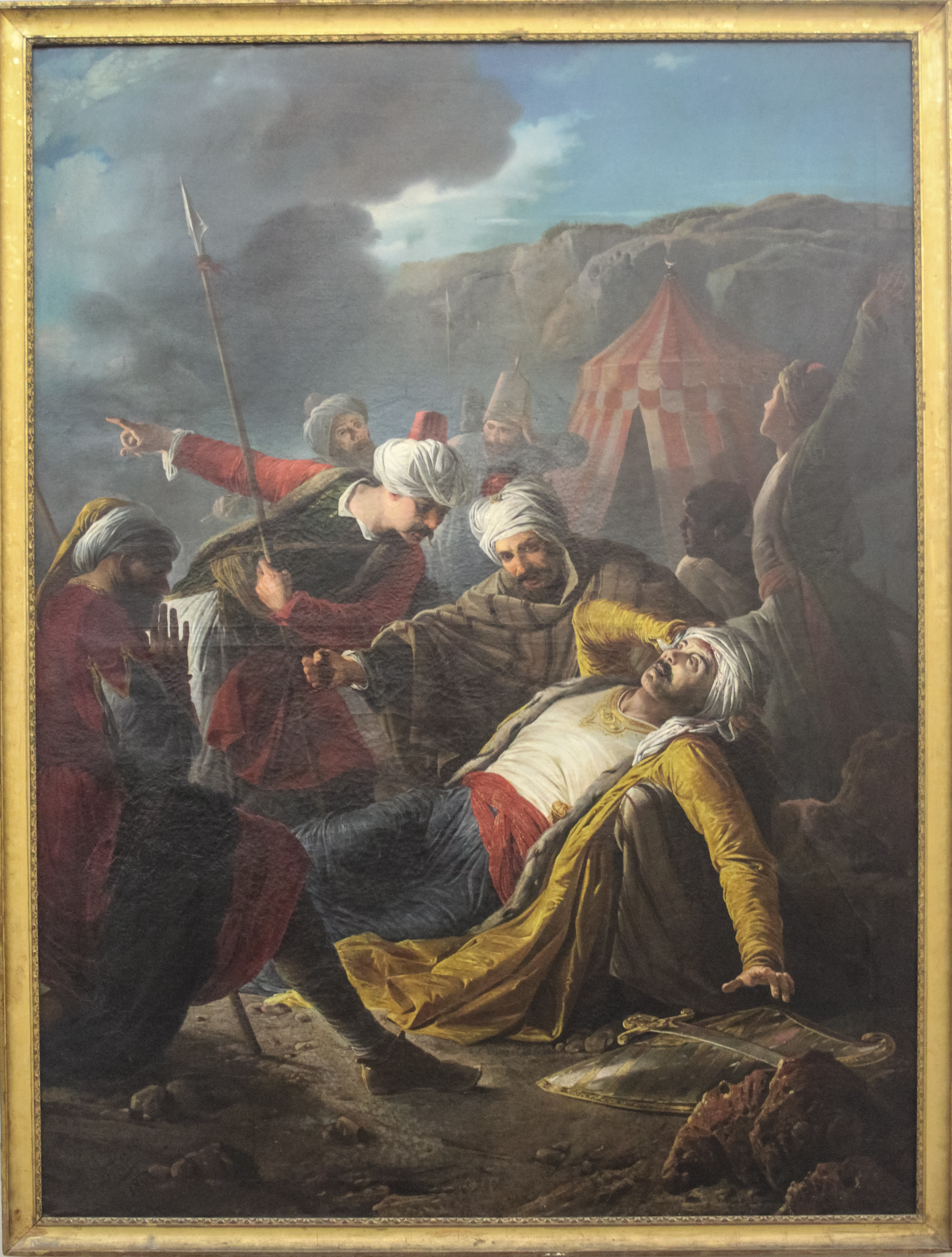
Turgut Reis padá smrtelně raněn u St. Elmo

8. června požádali obránci pevnosti velmistra, aby jim dal svolení k poslednímu výpadu, s odůvodněním, že už je jejich postavení natolik zoufalé, že už nemohou účinně bojovat. Zároveň jej žádali, aby už neposílal do pevnosti další muže, protože to jsou „předem mrtví lidé“. Velmistr jim však opět nařídil vytrvat na svých místech až do posledního okamžiku. Obránci pevnosti dále pokračovali v boji a odrazili několik velkých útoků, které měly podle tureckých velitelů pevnost dobýt. 21. června obsadili Turci rozbitý kavalír. Obránci proti němu přesunuli jedno ze svých posledních děl a palbou sekaným železem je ještě přechodně vyhnali, ale následné noci jej Turci obsadili opět a definitivně.
St. Elmo nakonec vydržela vzdorovat až do 23. června. Obě strany v boji o ně utrpěly těžké ztráty, osmanské vojsko ztratilo něco mezi šesti a osmi tisíci muži (včetně admirála Turguta Reise a velitelů janičářů a dělostřelectva), z 1500 obránců pevnosti přežilo pád pevnosti pár rytířů, kteří měli být na příkaz Mustafy Paši všichni popraveni, ale piráti si zřejmě několik ukryli kvůli výkupnému. Vykoupení a návratu domů se však po šesti letech dočkal jen Francesco Lanfreducci. Mimo to zřejmě přežilo ještě pár maltských dobrovolníků, kterým se podařilo uplavat přes záliv, rozličné zdroje udávají dva až pět.
Výdrž pevnosti St. Elmo značně zkomplikovala už tak napjaté vztahy mezi osmanskými veliteli. Mustafa Paša se cítil jejím dlouhým vzdorem pokořen a velmi těžce nesl jakékoliv náznaky, že by za ním a neúměrnými tureckými ztrátami mohly být (i) jeho chyby. Když krátce po pádu St. Elma a těsně před prvním velkým útokem na Birgu a Sengelu dorazil na Maltu alžírský bejlerbej Hasan bei Haireddin, byly jejich vztahy narušené už kvůli Hasanovu měsíčnímu zpoždění. Hasan následně pohřbil jakékoliv šance na smír a dobrou spolupráci mezi nimi, když si při pohledu na trosky St. Elmo neodpustil před Mustafou poznámku, že nechápe, jak je možné, že ta pevnost mohla tak dlouho vzdorovat.

### Bitva o Birgu a Sengleu
| „              | Bože, když nás tak malý syn přišel tak draho, jakou cenu budeme muset zaplatit za jeho velkého otce? | “ |
| — Mustafa Paša | |   |

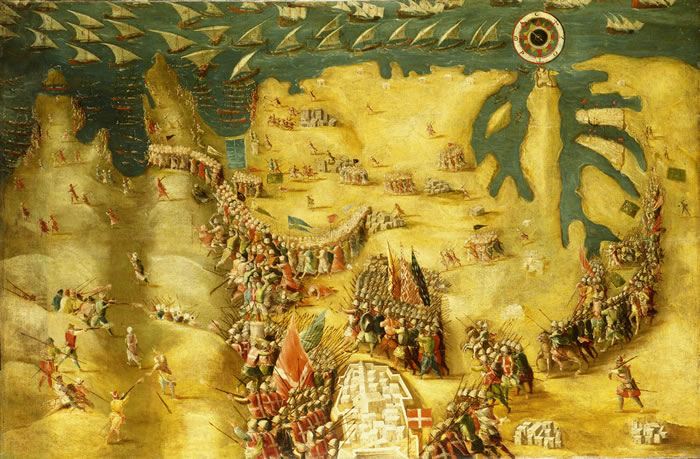
Útěk Turků, Matteo Pérez

Po pádu St. Elmo se osmanské vojsko přesunulo k samotnému „srdci“ ostrova a jeho obrany: městům Birgu s pevností St. Angelo a Senglea s baštou St. Michael. Turečtí velitelé využili pádu pevnosti, aby pozvedli sebevědomí svých jednotek, pošramocené jejím dlouhým a krvavým obléháním, nicméně sami dobře chápali, že teď přichází ta těžší část jejich úkolu. Těsně před tím, než byla obě města neprodyšně obklíčena, se ovšem do nich podařilo proklouznout tzv. „malé záchraně“, asi šestisetčlennému kontingentu Melchiora de Roblese, který na Maltu dopravily ze Sicílie řádové galéry. To znamenalo nejen výraznou pomoc pro obranu obou měst, ale i obrovskou potupu pro tureckou stranu, zejména pak pro admirála Pijaliho Pašu, jehož lodě nejenže nedokázaly vylodění vojáků zabránit, ale dokonce je vůbec nezaznamenaly.

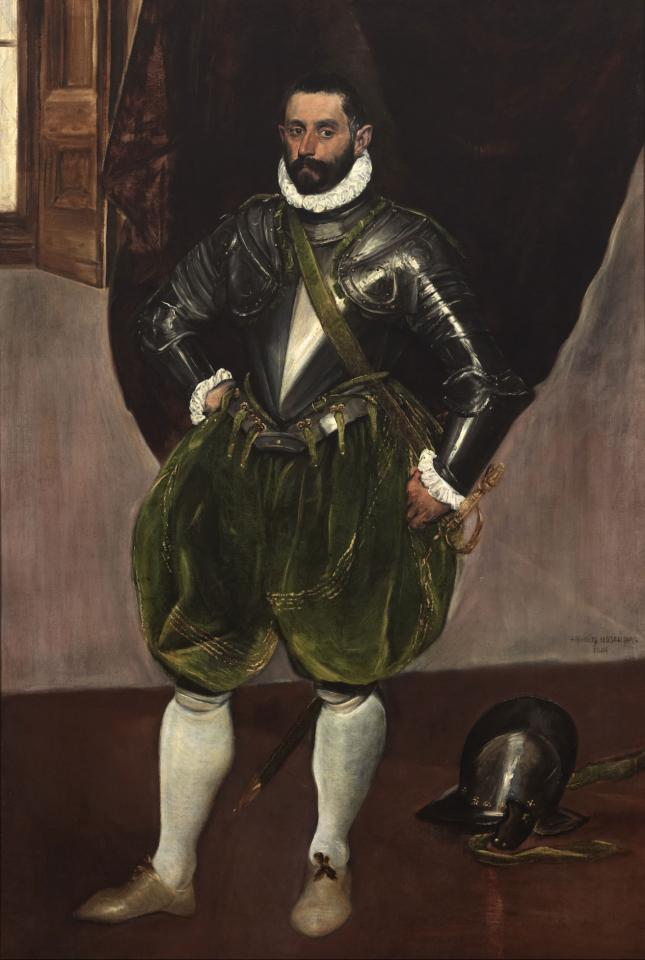
Vincenzo Anastagi

15. července došlo po delší dělostřelbě k útoku na obě opevnění, které ale za velkých ztrát ztroskotalo. Kritické okamžiky přišly v srpnu, kdy Turci podnikli dva velké generální útoky – na Birgu a St. Michael. Během prvního prolomili městské hradby a vnikli do města, ale útok malé skupinky jezdců Vincenza Anastagiho z Mdiny na jejich tábor v Marse vyvolal v jejich řadách paniku, takže nakonec se stáhli v domnění, že už dorazily a útočí na ně španělské vyprošťovací síly. Při druhém útoku stovky Turků pronikly na baštu St. Michael, než se tam však Turci mohli zachytit, byli zahnáni zpět zoufalým protiútokem několika desítek obránců, který osobně vedl sedmdesátiletý velmistr La Valette.
Mustafa se ale nevzdával. Rychle se vypořádal s jízdou z Mdiny, na niž připravil past, z níž sice unikla, ale ztratila přitom tolik koní, že její akceschopnost výrazně poklesla. Dále pokračoval v ostřelování Birgu i Sengley a zintenzívnil i snahy o podkopání a podminování jejich obranných prvků. Obránci proti jeho sapérům kopali vlastní chodby a sváděli s nimi v podzemí regulérní bitvy, ovšem nedokázali zastavit všechny. Hradby se přes zoufalé snahy obránců je opravovat postupně proměnily v hromady trosek. V hlavním opevnění vznikly desítky průlomů, z nichž vícero mělo šířku několik metrů.
Počet bojeschopných mužů poklesl natolik, že týlové zálohy přestaly existovat, protože je nebylo z koho sestavit. I vážně zranění, pokud byli jen trochu schopní boje, museli zůstat na hradbách a pohřbívání mrtvol a týlové služby musely převzít ženy, protože pro tyto úkoly nebylo možné vyčlenit žádné muže. Okolo 20. srpna už byla situace Birgu natolik katastrofální, že vojenská rada řádu jednohlasně doporučila velmistrovi město vyklidit a stáhnout se do pevnosti St. Angelo. Velmistr ale tento návrh odmítl s tím, že pád Birgu by znamenal automaticky i pád Sengley, přičemž St. Angelo není dost velká, aby pojala obyvatele obou měst a on věrné Malťany a jejich ženy a děti Turkům napospas nenechá.
V tu dobu se ovšem již výrazně zhoršovala i situace obléhatelů. Jak se obléhání protahovalo, k obrovským ztrátám a šířícím se nemocem se přidával i nedostatek zásob. García de Toledo sice zatím zůstával i s celou vyprošťovací armádou na Sicílii, vyslal však španělské rychlé galéry, aby spolu s najatými korzáry napadaly zásobovací lodě obléhatelů, což působilo turecké straně nemalé obtíže. Na přelomu srpna a září již v důsledku poruch opotřebených děl a nedostatku střelného prachu znatelně klesla intenzita ostřelování obou měst. Taktéž bylo nutno výrazně snížit stravovací dávky. Mezi tureckými vojáky začal převládat pesimismus a poraženectví. Dokonce i janičáři se začali bouřit a vzpírali se nastupovat k občasným útokům. Mezi tureckými veliteli došlo k zuřivým sporům, neboť Pijali Paša byl znervózněn zhoršujícím se počasím a chystal se i s loďstvem Maltu opustit, aby je ochránil před přicházejícími podzimními bouřemi. Otevřeně přitom vyhrožoval svému veliteli, že pokud se rozhodne na ostrově přezimovat, je to čistě jeho boj, protože on prostě odjede a žádné zásobování mu samozřejmě slíbit nemůže.
Mustafa proto nakonec vytáhl proti Mdině, kterou chtěl po dobytí využít jako základnu k přezimování, nakonec se ale o útok na ni ani nepokusil. Když k ní totiž dorazil, nalezl město s hradbami doslova obsypanými vojáky, které ho už na dálku pozdravilo mohutnými salvami z děl. Přesvědčen, že obrana Mdiny je enormně silná a bohatě vybavená zásobami střelného prachu, se rozhodl raději vrátit už k načatým městům Birgu a Senglea v naději, že je nakonec přece jen dobude. Byla to velká chyba, protože se ve skutečnosti stal obětí lsti dona Pedra Mesquita, guvernéra Mdiny. Silná obrana města byla ve skutečnosti jen iluzí – i sebelehčí zkusmý útok by rychle odhalil, že na hradbách stojí převážně za vojáky převlečení civilisté (včetně žen a dětí) a figuríny a že na velkorysé dělostřelecké uvítání padl téměř všechen prach, který město mělo.

### Vyprošťovací síly poráží Turky
7. září přistála na Maltě flotila pod vedením místokrále Sicílie Garcíi de Toledo, která dopravila na ostrov vyprošťovací síly čítající asi 11 000 mužů, k nimž se připojila část posádky z Mdiny. Ani tentokráte nedokázal Pijali Paša vylodění ani zjistit – že k němu došlo, se dozvěděl až tak, že místokrál se svou flotilou po vylodění vojska drze proplul kolem jeho hlavního přístaviště, umocňujíc tak jeho bezmoc a potupu (turecká flotila byla sice výrazně silnější, ale než se stihla připravit k vyplutí, křesťanské lodě byly pryč). Mustafa Paša poté vyklidil pozice u Birgu a Sengley. Nejprve pod dojmem přehnaných odhadů velikosti nepřátelských sil zvažoval opuštění Malty, ale později, s již střízlivějšími údaji a nabuzen radami a posměšky Pijaliho Paši a Hasana bei Haireddina, se přece jen rozhodl pro boj a vytáhl této nové síle vstříct. Jeho vojsko bylo stále výrazně početnější, bylo ale notně vyčerpané dlouhým obléháním a z velké části tvořené pozemnímu boji neuvyklými příslušníky posádek galér, kteří museli nahradit padlé janičáře a sípahije.
11. září se Turci přiblížili na dohled vyprošťovacích sil. De Sande a della Corgna původně zamýšleli vyčkat tureckého útoku, nicméně velitel toskánských žoldnéřů Chiappino Vitelli čekat nehodlal a nařídil svým mužům zaútočit na Turky, jen co se objevili. Turecké čelní jednotky nápor nevydržely a začaly ve zmatku ustupovat, což strhlo ke spontánnímu útoku část španělských tercieros. Velitelé křesťanského vojska tak už neměli na vybranou a zaveleli ke generálnímu útoku. Skutečná bitva trvala jen krátce – Mustafovy improvizované námořní jednotky nebyly schopny zkušeným vojákům účinně vzdorovat a janičářů a sípahijů bylo už příliš málo. Odpor Turků se rychle hroutil, a když jim do boku vpadl malý oddíl z Mdiny, počínající ústup se u většiny jednotek změnil v bezhlavý útěk. Před naprostým zničením ochránily turecké vojsko elitní oddíly janičářů, které pod osobním vedením Mustafa Paši převzaly roli zadního voje a dovedným zdržovacím bojem umožnily části armády nastoupit na galéry a odplout (mnohým se ovšem i tak nepodařilo dostat včas do lodí, protože kapacita člunů nestačila na převoz a doplavat k lodím zvládl jen málokdo). Večer téhož dne opustily poslední osmanské lodě vody Malty.

## Důsledky
Celkové ztráty na osmanské straně obnášely kolem 24 000 mužů, kteří byli zabiti či zraněni, na straně obránců pak kolem 5000 mrtvých a zraněných, mezi tím 200 řádových rytířů; před doražením španělské posily byla Malta obhajována jen kolem 800 obránců.
Po tomto obležení se osmanská řiše již nikdy nepokusila o dobytí Malty, jejich pozice v západním středomoří byla výrazně oslabena. Opevnění Malty a přístavu bylo dále vybudováno, nová pevnost byla nazvána Valletta po velmistru Jeanu de la Valette. Koncem 16. století platila Malta jako nejlépe opevněný ostrov Středozemního moře.

## Mapy Velkého obležení
Dochovaly se 4 verze plánů bitvy o Maltu. 3 jsou uloženy v Národním muzeu umění ve Valletě a 1 v Mapové sbírce Přírodovědecké fakulty UK. V roce 2017 byly zapsány ve společné maltsko-české nominaci do Registru paměť světa UNESCO. K prezentaci map i k zápisu byla uspořádána série výstav věnovaných mapám obležení.